# Пожарська Діана Володимирівна
Діана Володимирівна Пожарська — російська актриса, що здобула популярність після прем'єри серіалу «Готель Елеон» (продовження популярного телевізійного серіалу «Кухня (телесеріал)»), де зіграла бойову покоївку Дашу.

## Життєпис
Про юні роки висхідної зірки російського кінематографа відомо небагато. З п'яти років дівчина серйозно займалася бальними та спортивними танцями у своєму рідному місті — Волзькому. Водночас заняття в школі особливої радості їй, як і багатьом іншим творчим людям, не приносили — вона воліла усіх предметів фізкультуру та англійську мову. До 19 років дівчина стала кандидаткою у майстрині спорту.
Попри успіхи в спортивній сфері, своє майбутнє Діана вирішила пов'язати зі сценічним мистецтвом і подала документи відразу в кілька столичних театральних вишів. Дівчина успішно пройшла іспити у Всеросійський державний інститут кінематографії ім. С. А. Герасимова і вступила на акторський факультет.
До 2016 року Діана Пожарська вивчала акторське ремесло в майстерні народного артиста Олександра Михайлова. Вже бувши студенткою, дівчина встигла засвітитися на телеекранах в епізодичній ролі серіалу «Заклопотані, або Любов зла». Режисером проєкту виступив відомий постановник Борис Хлєбніков, а сценаристом — не менш популярна в медіапросторі особистість, Слєпаков Семен Сергійович.
У 2014 році дівчина з'явилася в акторському складі курсового проєкту режисера Жана Данеляна — короткометражці «Нескінченність».

## Фільмографія
2022 — Ліберея: мисливці за скарбами — Аріна
2021 — Чемпіон світу (фільм, 2021)
2019 — Готель Белград — Даша — головна роль
2018 — Посольство — Нейман
2018 — На Краю — Лена Полякова — головна роль
2018 — Наші діти — Ім'я Персонажа не Зазначено
2017 — Кухня: Остання битва (фільм) — Даша
2017 — Форс-мажор — Рита — головна роль
2016—2017 — Готель Елеон — Дар'я Канаєва — головна роль
2016 — Злий жарт — Катя Левашова — головна роль
2016 — Затемнення — Таня — головна роль
2016 — Дід Мороз. Битва Магів — Ельвіра
2016 — Вічна відпустка — Ірен
2015- Стурбовані, або Любов зла — епізод

## Особисте життя
Діана Пожарська одружена з режисером Артемом Аксененко («Туман», «Чемпіони: швидше, вище, сильніше»). Однак про особисте життя актриса поширюватися не любить, так що в публічному доступі спільних фотографій подружжя немає. Відомо, що Артем старший за Діану на 9 років. Також стало відомо, що з 2020 року дівчина зустрічається з актором Іваном Янковським. А 26 червня 2021 року у пари народився син Олег.
1. ↑  KinoPoisk.ru — 2003.
2. ↑  ČSFD — 2001.